# Tricentrus verrucus
Tricentrus verrucus är en insektsart som beskrevs av Kato 1940. Tricentrus verrucus ingår i släktet Tricentrus och familjen hornstritar. Inga underarter finns listade i Catalogue of Life.